# 三菱航空機
三菱航空機株式会社（みつびしこうくうき、英: Mitsubishi Aircraft Corporation）は、かつて存在した三菱重工業の子会社である。
Mitsubishi SpaceJet（三菱スペースジェット、旧称：MRJ〈三菱リージョナルジェット〉）の開発・販売を目的に設立された。同機の開発中止に伴い2023年4月25日に商号をMSJ資産管理株式会社（エムエスジェイしさんかんり）に変更。2024年3月をもって解散、翌2025年3月に法人格が消滅した。

## 概要
三菱航空機は、Mitsubishi SpaceJetの設計・型式証明（T/C）取得・販売・カスタマーサポートなどを担当する企業で、試作・製造・飛行試験は三菱重工業の名古屋航空宇宙システム製作所が行う。調達については当初三菱航空機が担当していたが、2014年4月に三菱重工に移管した。初代社長は三菱重工業取締役執行役員の戸田信雄。設立時の従業員は約200人で、2020年の開発凍結前の時点では約2,000人であった。
本事業は2002年に経済産業省が主導する「経済活性化のための研究開発プロジェクト（フォーカス21)」の一環として発表され、翌2003年5月に新エネルギー・産業技術総合開発機構（NEDO）が採択・スタートした「環境適応型高性能小型航空機研究開発事業」を起点とし、これに対して三菱重工がメーカーとして計画案を提出し主契約、NEDOの助成のもと研究開発を進め、2009年に法人化したものである。
同社のSpaceJet（当時MRJ）は「最先端の幹線機技術を適用し、リージョナルジェット機の 次世代スタンダードを創造する。環境、乗客エアラインへ従来にない新しい価値を提供する」をビジョンとし、全世界で今後20年間に見込まれた約5,000機のリージョナルジェット機需要のうち、70 - 90座席級の3,500機のうちまず1,000機以上の受注を目標とし、その後40％以上のシェアを狙うとしていた。
しかし複数回の計画遅延による事業長期化に伴って赤字が拡大したこと、また遅延により他機種と比較しての優位性が失われ発注数が伸び悩んだことなどにより事業の採算見通しが悪化。2020年6月の開発体制縮小（開発凍結）からの開発再開に足る事業性を見出せないとして、2023年2月7日に開発中止を発表した。
会社設立間もない2009年時点では、2011年に初飛行、2013年初号機納入を目指していたが、初飛行は2015年11月となり、最終的に量産機は納入しなかった。
帝国データバンクの分析では、2008年の設立以降の累積赤字額は8000億円以上としている。

## 沿革
- 2007年（平成19年）

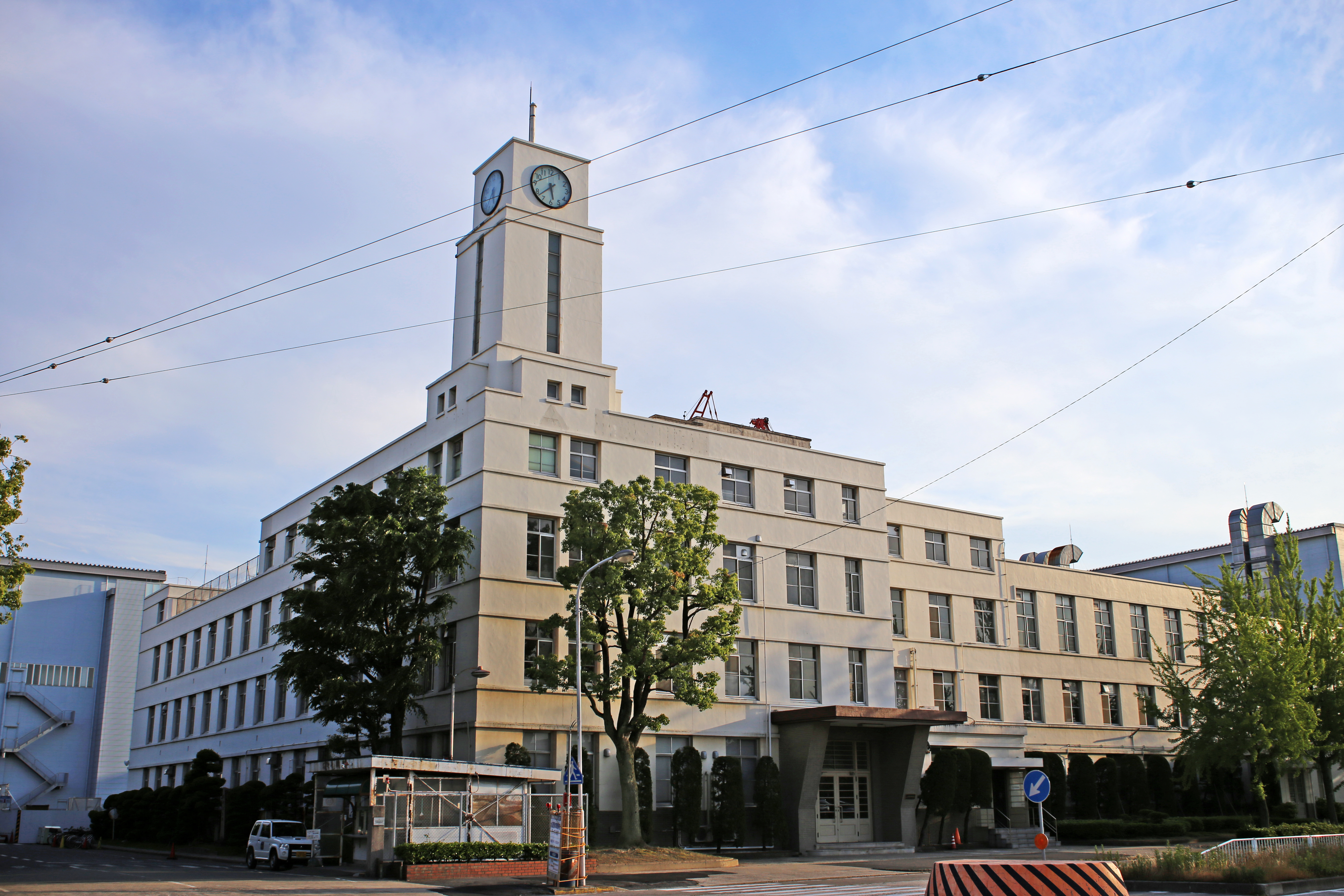
移転前の本社が入居していた「時計台」（2015年5月）

  - 10月9日 - MRJの正式客先提案を決定し、販売活動を開始[20]。この時点での開発費は1,500億円を見込んでいた[21]。
- 2008年（平成20年）
  - 2月12日 - 三菱重工が国際的航空業界団体 ERA、RAA、IATAに加入[22]。
  - 2月14日 - MRJの主要システムのパートナー企業5社を決定[23]。
  - 3月3日 - 三菱重工業の事業会社としてエムジェット株式会社設立。[24]
  - 4月1日 - 三菱航空機株式会社に商号変更[24]。MRJの2013年の商業運行就航を目指すとした[25]。
  - 9月4日 - ボーイング社とコンサルティングに関する支援契約を締結[26]。
  - 9月16日 - 富士重工(現SUBARU)が技術支援を行うことで合意[27]。
  - 10月16日 - アメリカテキサス州に全額出資のMRJ販売会社Mitsubishi Aircraft Corporation America, Inc.を設立[28]。
- 2009年（平成21年）
  - 9月9日 - 機体仕様を変更。胴体直径を拡大し貨物室を機体後部に統合したほか、主翼の材質を炭素繊維強化プラスチックから金属（アルミニウム合金）に変更した[29]。
  - 12月22日 - SAABとマニュアル作成に関する契約を締結[30]。
- 2010年（平成22年）
  - 3月25日 - 中南米とカリブ海地域の航空業界団体ALTAに加入[31]。
  - 9月15日 - MRJの製造段階に移行。初飛行を2012年第2四半期、初号機の納入は2014年第1四半期を予定[32][33]。
  - 9月30日 - MRJの製造を開始[34]。
- 2011年（平成23年）
  - 4月5日 - MRJの組み立てを開始[35]。
  - 5月1日 - オランダのアムステルダムに全額出資のMRJ販売会社Mitsubishi Aircraft Corporation Europe B.V.（欧州三菱航空機）を設立[36][37]。
  - 6月22日 - ボーイングとMRJのカスタマーサポートに関する契約を締結[38]。
- 2012年（平成24年）
  - 4月25日 - MRJの初飛行予定を2013年度第3四半期、量産初号機納入は2015年度の半ばから後半に変更[39]。
- 2013年（平成25年）
  - 8月22日 - MRJの初飛行予定を2013年度第3四半期から2015年第2四半期に、初号機納入予定を2015年度の半ば・後半から2017年第2四半期に変更[40]。
  - 10月22日 - 欧州三菱航空機の支社でMRJ生産の欧州パートナー企業の品質保証業務を担う拠点をドイツのミュンヘンに設立[41][42]。
- 2014年（平成26年）
  - 2月12日 - 三菱重工がMRJ量産に向けた拠点展開構想をまとめる。飛行試験や駐機については名古屋空港と北九州空港、生産拠点については名古屋空港に隣接する新工場に加え、同社国内5工場での生産展開を計画した[43]。
  - 4月1日 - 調達部門を三菱重工へ移管[44]。
  - 5月7日 - 静強度試験機を三菱重工業名古屋航空宇宙システム製作所に隣接する技術試験場[45]へ移動。夏に全機強度試験を開始するとした[46]。
  - 7月14日 - アメリカのワシントン州グラント郡国際空港を拠点とした飛行試験実施を決定[47]。
  - 10月18日 -  三菱重工業名古屋航空宇宙システム製作所小牧南工場（愛知県西春日井郡）にてMRJのロールアウト式典を開催。2015年の初飛行、2017年の初号機納入を目指すとした[48][49]。
- 2015年（平成27年）
  - 1月5日 - 本社を豊山町の名古屋飛行場ターミナルビルに移転[50][51]。従来の名古屋市港区の三菱重工業大江工場内にある通称「時計台」は1937年完成と老朽化していた上、手狭であり、また、MRJ機体製造が行われる三菱重工業小牧南工場に隣接するため、生産体制を強化できることを移転理由としている[52]。
  - 4月10日 - 初飛行の時期を同年9 - 10月に見直す。初号機納入は計画通り2017年第2四半期とした[53]。
  - 8月3日 - ワシントン州シアトル市に米国三菱航空機の技術部門としてシアトル・エンジニアリング・センターを開設[54]。
  - 6月1日 - 三菱重工が松阪市および松阪工場内での事業展開を計画している航空機部品生産協同組合とMRJ量産に向けた工場立地協定を締結[55]。
  - 11月11日 - MRJの初飛行を実施。また、2016年第2四半期からアメリカでの飛行試験、2017年第2四半期の量産初号機納入を目指すとした[56][57]。
  - 12月24日 - 量産初号機の納入時期を2017年第2四半期から1年程度先に変更すると発表[58]。
- 2016年 （平成28年）
  - 7月12日 - 北米・アジアでのMRJのMROサービスについてパートナー3社と基本合意[59]。
  - 9月29日 - MRJ飛行試験機初号機の北米へのフェリーフライト[60]。以降、北米での飛行試験を実施[61]。
- 2017年（平成29年）
  - 1月23日 - MRJの量産初号機の引き渡し予定を、2018年半ばから2020年半ばに変更[62]。
  - 11月30日 - 三菱重工名古屋航空宇宙システム製作所小牧南工場内のMRJ最終組立工場にMRJミュージアムをオープン[63]。
- 2018年（平成30年）
  - 12月7日 - 三菱重工業が三菱航空機に対して有する債権500億円を放棄するとともに、三菱航空機の募集株式の全てを引き受けるかたちで三菱航空機が1,700億円増資し、資本金及び資本準備金をそれぞれ1,350億円とする[64]。
  - 12月21日 - 国土交通省航空局から飛行試験開始確認書を受領[65]。
- 2019年（令和元年） 
  - 3月27日 - アメリカの連邦航空局からLetter of Authorization（LOA）を受領[66]。
  - 6月13日 - MRJのMitsubishi SpaceJetへの改称を発表[67]。
  - 9月19日 - カナダ・ケベック州のモントリオール地域に拠点としてSpaceJet Montreal Centerを設置する計画を発表[68]。
  - 11月 - 開発の大幅な遅れにより採算の確保が難しいとの判断から、炭素繊維複合材製の尾翼部品を製造していた[69]東レがSpaceJet向け主要部品の生産から撤退[70]。三菱重工は今後自社で部品を加工するとした。
- 2020年（令和2年）
  - 3月18日 - スペースジェットM90型の変更後設計・型式証明可能な初の機体[注 3]である10号機（JA26MJ）が初飛行。今後国内での飛行試験を継続し、準備ができ次第、米国での飛行試験拠点にフェリーし、型式証明の最終段階の飛行試験を実施する予定とした[73][74][注 4]。
  - 6月15日 - 開発体制を約半分に縮小。同社は新型コロナウイルス感染症など、経済情勢や会社を取り巻く事業環境の変化を踏まえたものとした[76][77]。
  - 10月30日 - 三菱重工がSpaceJet事業を大幅に縮小する方針を発表（実質的な開発凍結）。投資額は現在の3年間あたり3,700億円から、2022年3月期以降の3年間については200億円とした[78][79]。
  - 12月16日 - 2021年4月以降、従業員を1年前と比べ約20分の1にあたる150人程度まで減らす方針を固めたと報じられる[80]。人員についてはグループ内で配置転換。
- 2021年（令和3年）
  - 3月 - 本社を親会社である三菱重工業の小牧南工場内に移転することが複数メディアに報じられる[81][82]。但し、企業公式サイト等では以降も従来の本社所在地が表示されていた。
  - 4月 - 同年3月にそれまで資本金と資本準備金で計2,700億円あったうち、1,350億円あった資本金を5億円に、資本準備金をゼロにしたことが報じられた（99.6%の減資）。前年に開発を一旦凍結したMitsubishi SpaceJetの事業で膨らんだ累積損失の一部を穴埋めした[83]。
- 2023年（令和5年）
  - 2月7日 - 開発再開に足る事業性を見出せないとして、三菱重工がMitsubishi SpaceJetの開発中止を発表[17][84]。三菱航空機についても今後清算する方針と伝えられた[85]。
  - 4月24日 - 全日本空輸との契約を解除[86][87]。
  - 4月25日 - 同日付で商号を「MSJ資産管理株式会社」に変更[4][5]。
  - 4月26日 - 米国で試験を行っていた試験機4機（JA21MJ・JA22MJ・JA23MJ・JA24MJ）の解体を完了したと発表。小牧工場に残る機体（JA25MJ・JA26MJ・JQ7001・JQ7002）については検討中とした[88]。
  - 6月19日 - 6月30日をもってMRJミュージアムを閉館すると発表[89]。同施設は2020年3月以来休館が続いていた。
- 2024年（令和6年）
  - 3月5日 - 登記上本店を東京都千代田区丸の内3丁目2番3号（丸の内二重橋ビル内・三菱重工業と同居）に移転[3]。
  - 3月31日 - 同日付で解散、清算手続きに入る[2]。
  - 7月4日 - 東京地方裁判所に特別清算の開始を申立てたと発表[90][91]。負債総額は約6413億円で、特別清算としては史上最大のものであった[92]。
- 2025年（令和7年）3月26日 - 清算結了、法人格消滅[3]。

## 資本
2008年4月1日設立当初の資本金及び資本準備金は各15億円で、三菱重工業が全額出資した。同年5月31日付けで670億円の第三者割当増資を行い、資本金350億円・資本準備金350億円とする。MRJ事業の進展に伴い、2009年4月1日に再び第三者割当増資を行い、資本金500億円・資本準備金500億円（うち3分の2を重工が出資）となっていた。
2020年3月に大幅に減資。資本金を5億円、資本準備金をゼロとした。

## 出資企業
2019年3月1日時点
- 三菱重工業 (86.7%)
- トヨタ自動車 (3.7%)
- 三菱商事 (3.7%)
- 住友商事 (1.85%)
- 三井物産 (1.85%)
- 東京海上日動火災保険 (0.56％)
- 日揮 (0.56%)
- 三菱電機 (0.37%)
- 三菱ケミカルホールディングス (0.37%)
- 日本政策投資銀行 (0.37%)

## 事業所
- 本社（愛知県西春日井郡豊山町 名古屋空港内）[118]
- 東京支社（旧東京営業所、東京都港区、三菱重工品川本社ビル内）[118]
- 大江事務所 （愛知県名古屋市港区 三菱重工業名古屋航空宇宙システム製作所 大江工場内）[118]
- 米国三菱航空機株式会社 本社 （ワシントン州レントン）[119]
- 米国三菱航空機株式会社 ダラスオフィス（テキサス州プレイノ）[119]

## ボンバルディアとの訴訟問題
2018年10月19日、カナダのボンバルディアが三菱航空機に対して、ボンバルディアから企業秘密を入手するために同社社員を雇用したとして三菱航空機を提訴した。これに対し三菱航空機は、MRJの開発と型式証明取得を阻害する意図で違法な反競争的行為を行ったとして反訴した。
その後、ボンバルディアの業績悪化に伴う各種事業の売却時、三菱重工が同社のリージョナルジェット機種の1つであるボンバルディア CRJ事業を買収することで合意。三菱重工はこの買収が完了した時点でボンバルディアからの訴訟が取り下げられるとし、手打ちとなった。この買収はMRJ開発と三菱航空機の事業がうまく行っていた場合、将来的にボンバルディアの国際的なサポート網や、北米の製造拠点などをMRJのサービス・製造にも役立てる狙いがあったと言われている。
2019年6月25日に三菱重工がCRJ事業を5億5,000万ドルで取得し、加えて約2億ドルの債務を引き受けた。CRJ事業はサービス拠点及び大半の人員ごと引き継がれ、三菱重工傘下で三菱航空機とは別企業のMHI RJ Aviationとなった。その後同社はMRO事業を拡大し、2023年4月にはボンバルディア CRJだけでなくエンブラエル ERJ 145のMRO事業も開始すると発表した。

## 同社への補助金等について
同社事業に対しては、2020年までに経済産業省から約500億円の補助金などが投じられた。また愛知県も開発支援として、名古屋空港に隣接する土地を工場用地に確保するなど、県費で27億4,000万円を負担した。大村秀章愛知県知事は、研究開発の補助といった航空機産業全体への支援額は約100億円と述べている。